# 華盛頓維爾 (紐約州)
華盛頓維爾（英語：Washingtonville）是位於美國紐約州奧蘭治縣的村。

## 人口
根據2020年美國人口普查的數據，華盛頓維爾的面積為6.61平方千米，當中陸地面積為6.57平方千米，而水域面積為0.04平方千米。當地共有人口5657人，而人口密度為每平方千米856人。